# 何欣純
何 欣純（か きんじゅん、ホー シンチュン、1973年〈民国62年〉12月18日 - ）は、中華民国（台湾）の政治家。民主進歩党所属の立法委員。従弟に元立法委員の林昶佐がいる。

## 経歴
2002年の台中県議員選挙に29歳で初当選。その後再選され2期務めた。2010年、改制後の第1期台中市議員選挙にも当選した。
2011年9月22日、台中市第七選挙区の簡肇棟がひき逃げにより辞職したため、2012年の第8回立法委員選挙では、10万票を超える得票数で当選した。
2016年の第9回立法委員選挙では63.07%の得票率で再選、2020年の第10回立法委員選挙では全国最多得票数の149,538票、63.30％の得票率で再選された。
2024年の第11回立法委員選挙でも、国民党候補を破り、再選に成功した。

## 選挙記録
| 年度 | 選挙                 | 選挙区           | 所属政党   | 得票数  | 得票率 | 当選           | 注釈 |
| ---- | -------------------- | ---------------- | ---------- | ------- | ------ | -------------- | ---- |
| 1998 | 第14回台中県議員選挙 | 第七選挙区       | 無党籍     | 1,959   | 1.35%  |                |      |
| 2002 | 第15回台中県議員選挙 | 第七選挙区       | 民主進歩党 | 4,821   | 5.65%  |                |      |
| 2005 | 第16回台中県議員選挙 | 第七選挙区       | 民主進歩党 | 11,603  | 10.55% |                |      |
| 2010 | 第1回台中市議員選挙  | 第十三選挙区     | 民主進歩党 | 22,582  | 16.12% |                |      |
| 2012 | 第8回立法委員選挙    | 台中市第七選挙区 | 民主進歩党 | 101,006 | 50.30% |                |      |
| 2016 | 第9回立法委員選挙    | 台中市第七選挙区 | 民主進歩党 | 119,098 | 63.07% |                |      |
| 2020 | 第10回立法委員選挙   | 台中市第七選挙区 | 民主進歩党 | 149,538 | 63.30% | 全国最高得票数 |      |
| 2024 | 第11回立法委員選挙   | 台中市第七選挙区 | 民主進歩党 | 132,235 | 56.58% |                |      |